# Yasmin Lucas
Laís Yasmin Lucas Gontijo, nota come Yasmin Lucas (Cuiabá, 16 dicembre 1990), è una cantante brasiliana di pop, jazz e hip hop.

## Biografia
Inizia a cantare all'età di cinque anni, nella città di Cáceres, dove ha iniziato la sua carriera professionale. Nel 1997 pubblica il suo primo album dal titolo Yasmin, promosso dalla canzone Mentirinhas, un tema composto per la telenovelas Chiquititas, dove Yasmin canta insieme a Angela Marcia. L'album è stato prodotto da Cesar Augusto e registrato da Paradoxx Music.
Nel 2000 pubblica il suo secondo album dal titolo Declaração, registrato a San Paolo, dal produttore Sergio Carrera. Nel 2002 ha pubblicato un album prodotto da Bozzo Baretti e registrato per l'etichetta di Música Antigua Abril.
Nel 2006 un uomo d'affari, Paul Lovace, propone a Yasmin di cantare la colonna sonora della telenovalas Proca de amor dal titolo O Que Eu Fui Ainda Eu Sou.
Nel 2007 studia jazz e pop.
Nel 2008 ha rappresentato il Brasile nel Festival Jazz et Héritage de La Nouvelle-Orléans, mentre l'anno successivo la cantante annuncia la partecipazione alla registrazione del DVD Com Toda Força do Amor, dove Yasmin ha dato la sua voce alla canzone Entrega, poi partecipa in un duetto con Alex Band, dal titolo In Your Heart I'm Home, appartenente alla serie televisiva Bela, A feia.
Nel 2010 ha deciso il suo nome d'arte Yasmin Lucas.

## Discografia

### Album
- 1997 - Yasmin
- 2000 - Declaração
- 2002 - O Mundo dos Sonhos de Yasmin

### Singoli
- 2000 - Declaração
- 2002 - Eu Gosto de Você
- 2002 - O Que É o Amor
- 2005 - With You (feat. Kyle Wyley)
- 2009 - In Your Heart I'm Home (feat. Alex Band)

## Altri singoli
| Titolo Canzone                                | TV/Film/Progetto                  | Anno |
| --------------------------------------------- | --------------------------------- | ---- |
| Mentirinhas                                   | Chiquititas                       | 1997 |
| Tudo o Que Queremos e Conhecer o Desconhecido | Colonna sonora dei Pokémon        | 2000 |
| Declaração                                    | Os Xeretas                        | 2001 |
| O que é o Amor ?                              | O Sonho de Luíza                  | 2002 |
| Herói Guerreiro                               | Paraolimpiadi in Brasile          | 2004 |
| O Meu Jeito de Agir                           | Essas Mulheres                    | 2004 |
| With you                                      | Prova de Amor                     | 2004 |
| Pantanal                                      | DVD Rasqueia Brasil               | 2006 |
| Acontece, Esquece                             | Luz de sol                        | 2007 |
| Show That Girl                                | Os Mutantes - Caminhos do Coração | 2008 |
| In Your Heart, I'm Home                       | Bela, A feia                      | 2009 |
| Entrega                                       |                                   | 2009 |